# حياة كريستوفر شانت
حياة كريستوفر شانت مجموعة قصصية صدرت في المملكة المتحدة وتم ترجمتها لعدة لغات هي رواية خيالية للأطفال من قبل الكاتب البريطاني ديانا وين جونز التي نشرتها كتب ميثوين الأطفال في عام 1988.